# Leichtathletik-Weltmeisterschaften 1995/400 m der Männer

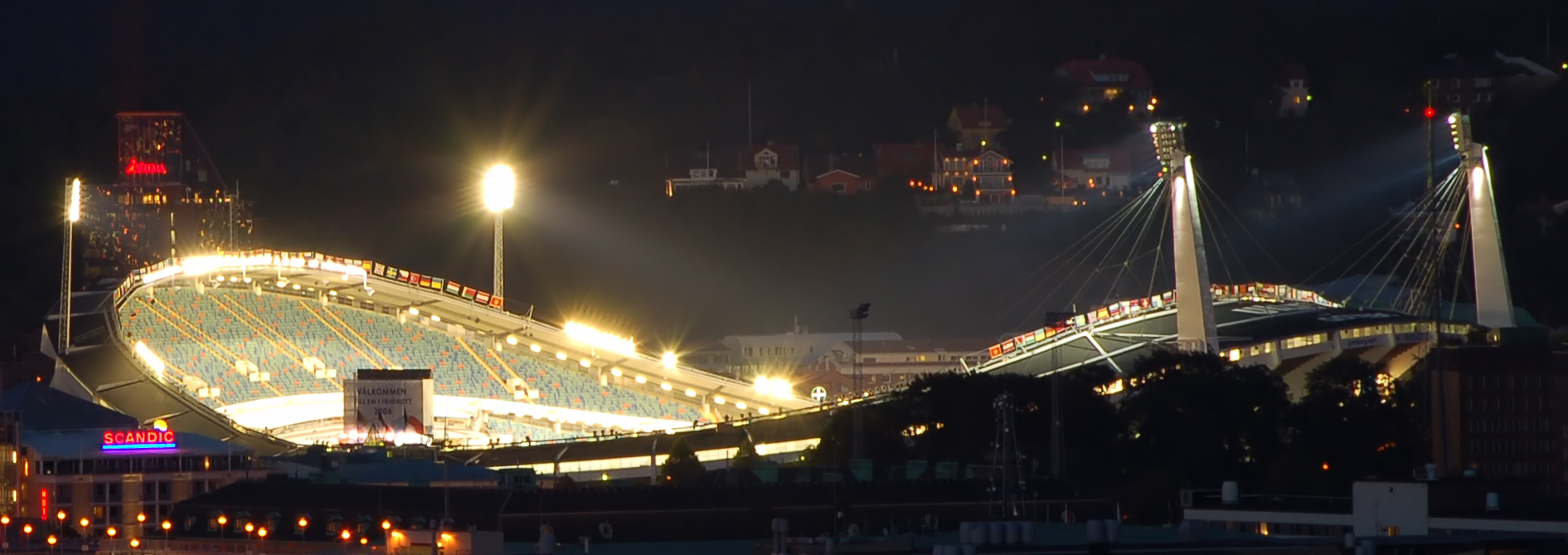
Das Göteborger Ullevi-Stadion im Jahr 2006

Der 400-Meter-Lauf der Männer bei den Leichtathletik-Weltmeisterschaften 1995 wurde vom 5. bis 9. August 1995 im Göteborger Ullevi-Stadion ausgetragen.
Auf den ersten beiden Rängen gab es dasselbe Ergebnis wie schon bei den Weltmeisterschaften zwei Jahre zuvor. Die US-amerikanischen Läufer erzielten einen Doppelsieg. Es gewann der Titelverteidiger Michael Johnson, der 1991 Weltmeister über 200 Meter war und mit der 4-mal-400-Meter-Staffel seines Landes 1992 Olympiagold sowie 1993 WM-Gold gewonnen hatte. Hier in Göteborg siegte Michael Johnson zwei Tage später über 200 Meter und am Schlusstag über 4 × 400 Meter. Silber ging an den zweifachen Vizeweltmeister (1987/1993). Olympiazweiten von 1988 und Weltrekordinhaber Harry Reynolds, der als Mitglied der 4-mal-400-Meter-Staffel der Vereinigten Staaten zweimal WM-Gold (1987/1993) und 1988 Olympiagold errungen hatte. Der Jamaikaner Gregory Haughton gewann die Bronzemedaille.
Weltmeister Michael Johnson war in diesem Rennen eine Klasse für sich. Er siegte mit einem Vorsprung von mehr als acht Zehntelsekunden.

## Rekorde

### Bestehende Rekorde
| Weltrekord               | 43,29 s | Harry Reynolds  | Zürich, Schweiz                   | 17. August 1988 |
| Weltmeisterschaftsrekord | 43,65 s | Michael Johnson | WM 1993 in Stuttgart, Deutschland | 17. August 1993 |

### Rekordverbesserung
Der US-amerikanische Weltmeister Michael Johnson verbesserte seinen eigenen WM-Rekord im Finale am 9. August um 26 Hundertstelsekunden auf 43,39 s und näherte sich damit dem Weltrekord des Vizeweltmeisters Harry Reynolds bis auf eine Zehntelsekunde.

## Vorrunde
Die Vorrunde wurde in sieben Läufen durchgeführt. Die ersten vier Athleten pro Lauf – hellblau unterlegt – sowie die darüber hinaus vier zeitschnellsten Läufer – hellgrün unterlegt – qualifizierten sich für das Viertelfinale.

### Vorlauf 1
5. August 1995, 10:10 Uhr
| Platz | Name            | Nation              | Zeit (s) |
| ----- | --------------- | ------------------- | -------- |
| 1     | Roger Black     | Großbritannien      | 45,81    |
| 2     | Kennedy Ochieng | Kenia               | 45,87    |
| 3     | Arnaud Malherbe | Südafrika           | 46,09    |
| 4     | Amar Hecini     | Algerien            | 46,29    |
| 5     | Udeme Ekpeyong  | Nigeria             | 46,41    |
| 6     | Ahmed Ali       | Ghana               | 46,75    |
| 7     | Kenmore Hughes  | Antigua und Barbuda | 47,26    |
| 8     | Médard Makanga  | Republik Kongo      | 47,38    |

### Vorlauf 2
5. August 1995, 10:15 Uhr
| Platz | Name                   | Nation     | Zeit (s) |
| ----- | ---------------------- | ---------- | -------- |
| 1     | Ibrahim Ismail Muftah  | Katar      | 45,10    |
| 2     | Davis Kamoga           | Uganda     | 45,34    |
| 3     | Darnell Hall           | USA        | 45,34    |
| 4     | Bobang Phiri           | Südafrika  | 45,91    |
| 5     | Paul Greene            | Australien | 46,25    |
| 6     | Desiré Pierre-Louis    | Mauritius  | 46,73    |
| 7     | Evripides Demosthenous | Zypern     | 46,84    |

### Vorlauf 3
5. August 1995, 10:20 Uhr
| Platz | Name               | Nation                         | Zeit (s)                         |
| ----- | ------------------ | ------------------------------ | -------------------------------- |
| 1     | Mark Richardson    | Großbritannien                 | 45,61                            |
| 2     | Gregory Haughton   | Jamaika                        | 45,62                            |
| 3     | Francis Ogola      | Uganda                         | 45,70                            |
| 4     | Eswort Coombs      | St. Vincent und die Grenadinen | 46,06                            |
| 5     | Hachim Ndiaye      | Senegal                        | 46,31                            |
| 6     | Maxime Charlemagne | St. Lucia                      | 48,21                            |
| DSQ   | Arnold Payne       | Simbabwe                       | IAAF Rule 163.3 – Bahnübertreten |
| DNS   | Sebastián Keitel   | Chile                          |                                  |

### Vorlauf 4
5. August 1995, 10:25 Uhr
| Platz | Name            | Nation         | Zeit (s)                         |
| ----- | --------------- | -------------- | -------------------------------- |
| 1     | Michael Johnson | USA            | 45,49                            |
| 2     | Abednego Matilu | Kenia          | 45,80                            |
| 3     | Davian Clarke   | Jamaika        | 45,92                            |
| 4     | Adrian Patrick  | Großbritannien | 46,11                            |
| 5     | Pablo Escribá   | Spanien        | 46,85                            |
| 6     | Omar Mena       | Kuba           | 47,53                            |
| DSQ   | Stephen Lugor   | Sudan          | IAAF Rule 163.3 – Bahnübertreten |

### Vorlauf 5
5. August 1995, 10:30 Uhr
| Platz | Name                 | Nation        | Zeit (s) |
| ----- | -------------------- | ------------- | -------- |
| 1     | Harry Reynolds       | USA           | 45,60    |
| 2     | Mathias Rusterholz   | Schweiz       | 45,97    |
| 3     | Pierre-Marie Hilaire | Frankreich    | 46,13    |
| 4     | Jude Monye           | Nigeria       | 46,25    |
| 5     | Jorge Crusellas      | Kuba          | 46,32    |
| 6     | Mohammed Al-Beshi    | Saudi-Arabien | 46,76    |
| 7     | Richard Jones        | Guyana        | 47,36    |

### Vorlauf 6
5. August 1995, 10:35 Uhr
| Platz | Name                | Nation     | Zeit (s) |
| ----- | ------------------- | ---------- | -------- |
| 1     | Samson Kitur        | Kenia      | 45,63    |
| 2     | Norberto Téllez     | Kuba       | 45,72    |
| 3     | Inaldo Justino Sena | Brasilien  | 45,75    |
| 4     | Troy McIntosh       | Bahamas    | 45,87    |
| 5     | Michael Joubert     | Australien | 46,31    |
| 6     | Justice Dipeba      | Botswana   | 46,57    |
| 7     | Raymundo Escalante  | Mexiko     | 48,29    |

### Vorlauf 7
5. August 1995, 10:40 Uhr
| Platz | Name              | Nation              | Zeit (s)                         |
| ----- | ----------------- | ------------------- | -------------------------------- |
| 1     | Sunday Bada       | Nigeria             | 46,08                            |
| 2     | Andrea Nuti       | Italien             | 46,25                            |
| 3     | Danny McFarlane   | Jamaika             | 46,27                            |
| 4     | Shon Ju-il        | Südkorea            | 46,41                            |
| 5     | Sanderlei Parrela | Brasilien           | 46,59                            |
| 6     | Hayden Stephen    | Trinidad und Tobago | 47,64                            |
| 7     | Solomone Bole     | Fidschi             | 47,92                            |
| DSQ   | Álvaro James      | Costa Rica          | IAAF Rule 163.3 – Bahnübertreten |

## Viertelfinale
Aus den vier Viertelfinalläufen qualifizierten sich die jeweils ersten vier Athleten – hellblau unterlegt – für das Halbfinale.

### Viertelfinallauf 1
6. August 1995, 18:25 Uhr
| Platz | Name            | Nation         | Zeit (s) |
| ----- | --------------- | -------------- | -------- |
| 1     | Harry Reynolds  | USA            | 44,63    |
| 2     | Abednego Matilu | Kenia          | 44,97    |
| 3     | Roger Black     | Großbritannien | 45,01    |
| 4     | Jude Monye      | Nigeria        | 45,16    |
| 5     | Francis Ogola   | Uganda         | 45,64    |
| 6     | Troy McIntosh   | Bahamas        | 45,72    |
| 7     | Arnaud Malherbe | Südafrika      | 46,12    |
| 8     | Hachim Ndiaye   | Senegal        | 46,96    |

### Viertelfinallauf 2
6. August 1995, 18:30 Uhr
| Platz | Name                  | Nation                         | Zeit (s) |
| ----- | --------------------- | ------------------------------ | -------- |
| 1     | Darnell Hall          | USA                            | 45,09    |
| 2     | Gregory Haughton      | Jamaika                        | 45,12    |
| 3     | Ibrahim Ismail Muftah | Katar                          | 45,31    |
| 4     | Davis Kamoga          | Uganda                         | 45,50    |
| 5     | Inaldo Justino Sena   | Brasilien                      | 45,71    |
| 6     | Jorge Crusellas       | Kuba                           | 46,09    |
| 7     | Adrian Patrick        | Großbritannien                 | 46,27    |
| 8     | Eswort Coombs         | St. Vincent und die Grenadinen | 47,15    |

### Viertelfinallauf 3
6. August 1995, 18:35 Uhr
| Platz | Name                 | Nation         | Zeit (s) |
| ----- | -------------------- | -------------- | -------- |
| 1     | Samson Kitur         | Kenia          | 45,25    |
| 2     | Mark Richardson      | Großbritannien | 45,30    |
| 3     | Mathias Rusterholz   | Schweiz        | 45,54    |
| 4     | Danny McFarlane      | Jamaika        | 45,79    |
| 5     | Andrea Nuti          | Italien        | 45,89    |
| 6     | Pierre-Marie Hilaire | Frankreich     | 46,01    |
| 7     | Shon Ju-il           | Südkorea       | 46,31    |
| 8     | Paul Greene          | Australien     | 46,36    |

### Viertelfinallauf 4
6. August 1995, 18:40 Uhr
| Platz | Name            | Nation     | Zeit (s) |
| ----- | --------------- | ---------- | -------- |
| 1     | Michael Johnson | USA        | 45,15    |
| 2     | Sunday Bada     | Nigeria    | 45,29    |
| 3     | Norberto Téllez | Kuba       | 45,68    |
| 4     | Davian Clarke   | Jamaika    | 45,69    |
| 5     | Bobang Phiri    | Südafrika  | 45,94    |
| 6     | Kennedy Ochieng | Kenia      | 46,15    |
| 7     | Michael Joubert | Australien | 46,61    |
| 8     | Amar Hecini     | Algerien   | 46,64    |

## Halbfinale
Aus den beiden Halbfinalläufen qualifizierten sich die jeweils ersten vier Athleten – hellblau unterlegt – für das Finale.

### Halbfinallauf 1

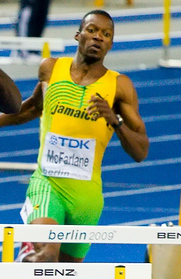
Danny McFarlanes 45,98 s im Halbfinale reichten nicht zur Finalteilnahme

7. August 1995, 17:40 Uhr
| Platz | Name               | Nation         | Zeit (s) |
| ----- | ------------------ | -------------- | -------- |
| 1     | Michael Johnson    | USA            | 44,91    |
| 2     | Sunday Bada        | Nigeria        | 45,03    |
| 3     | Darnell Hall       | USA            | 45,07    |
| 4     | Roger Black        | Großbritannien | 45,32    |
| 5     | Abednego Matilu    | Kenia          | 45,41    |
| 6     | Davian Clarke      | Jamaika        | 45,58    |
| 7     | Mathias Rusterholz | Schweiz        | 45,80    |
| 8     | Davis Kamoga       | Uganda         | 45,92    |

### Halbfinallauf 2
7. August 1995, 17:45 Uhr
| Platz | Name                  | Nation         | Zeit (s) |
| ----- | --------------------- | -------------- | -------- |
| 1     | Gregory Haughton      | Jamaika        | 44,70    |
| 2     | Harry Reynolds        | USA            | 45,10    |
| 3     | Samson Kitur          | Kenia          | 45,27    |
| 4     | Mark Richardson       | Großbritannien | 45,42    |
| 5     | Jude Monye            | Nigeria        | 45,95    |
| 6     | Danny McFarlane       | Jamaika        | 45,98    |
| 7     | Norberto Téllez       | Kuba           | 46,68    |
| DNS   | Ibrahim Ismail Muftah | Katar          |          |

## Finale

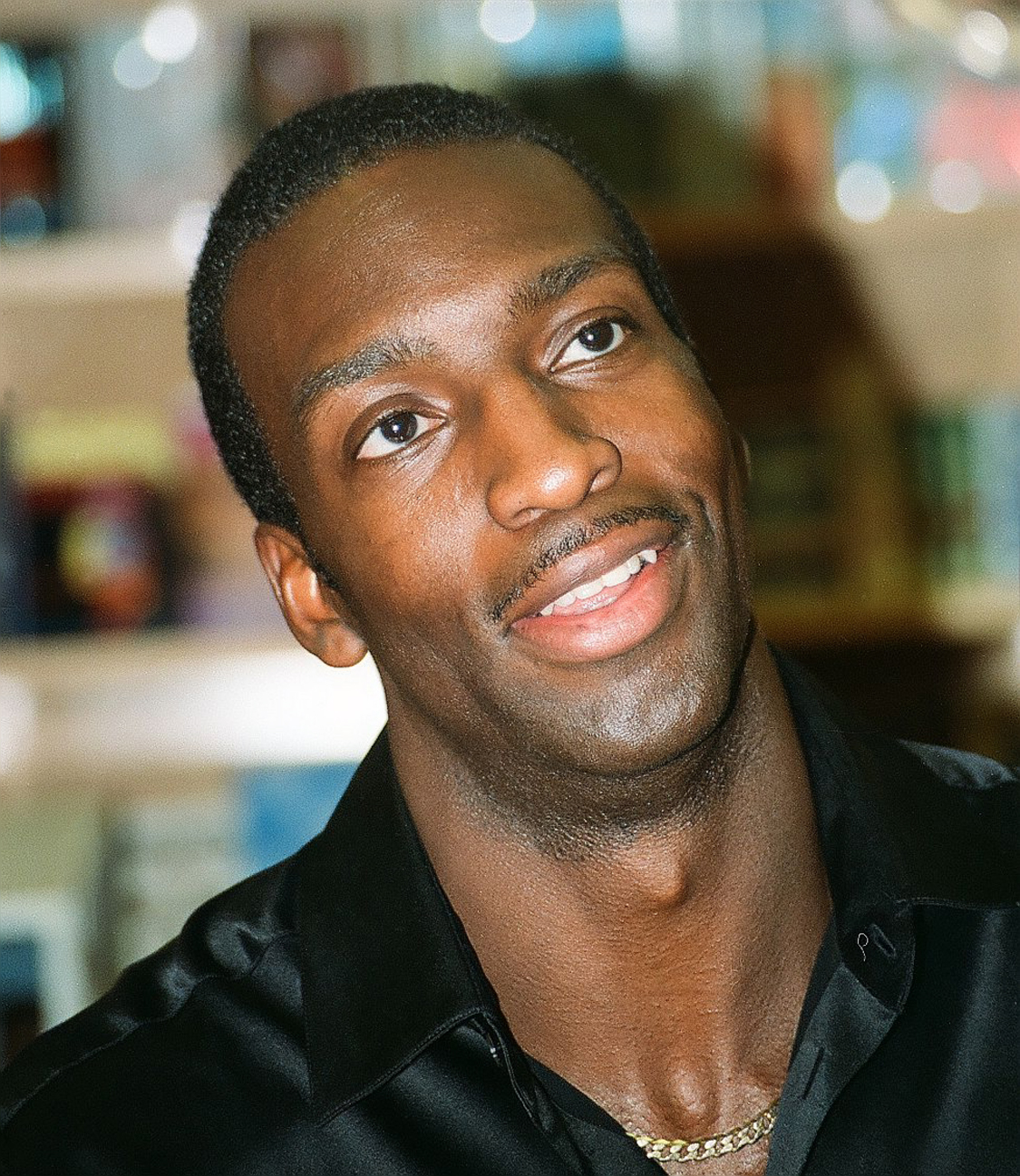
Völlig unangefochten wurde Michael Johnson Weltmeister
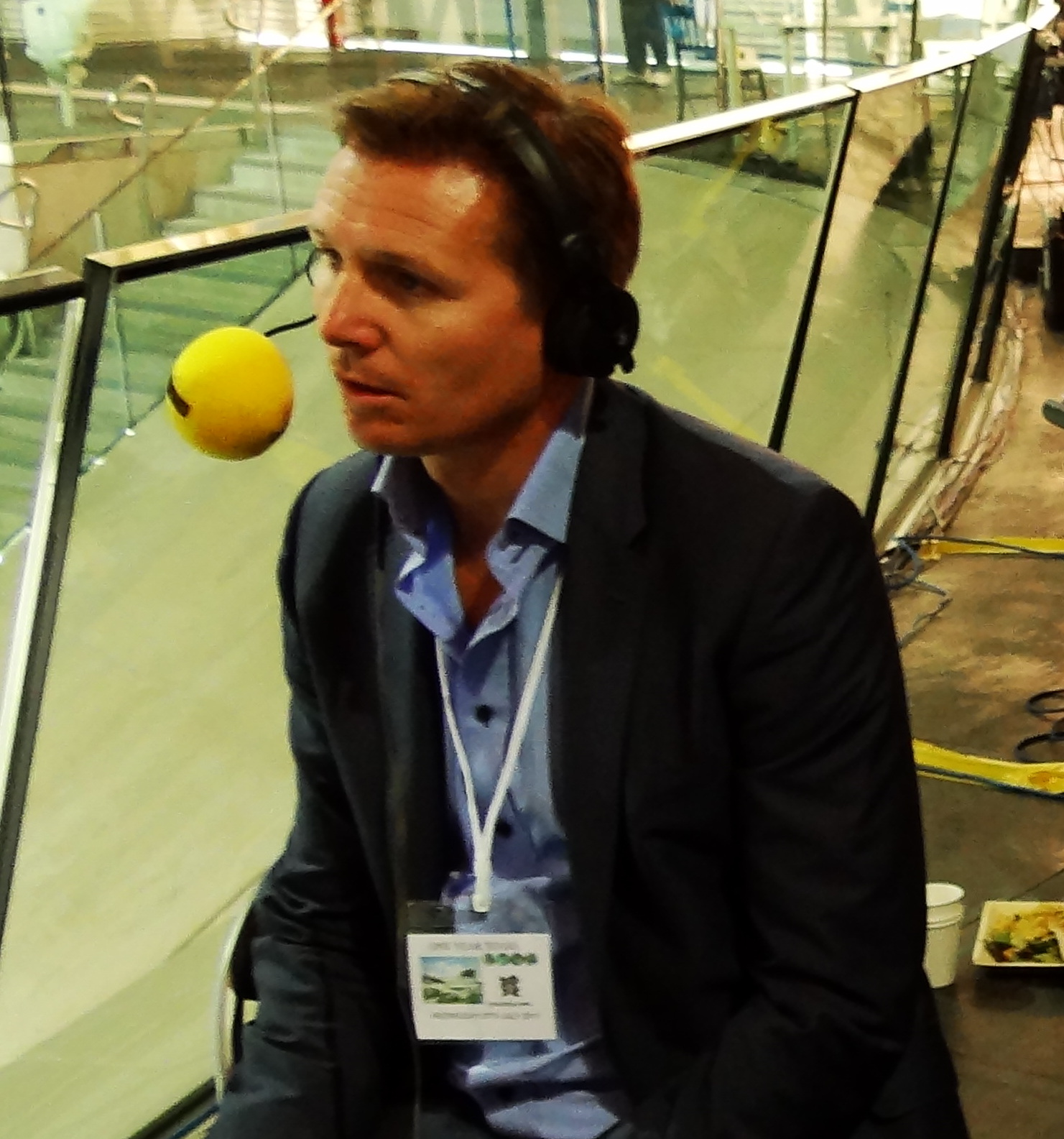
Roger Black (hier im Jahr 2011), 1991 Vizeweltmeister und zweifacher Europameister (1986/1990), kam auf den siebten Platz

9. August 1995, 18:20 Uhr
| Platz | Name             | Nation         | Zeit (s) |
| ----- | ---------------- | -------------- | -------- |
| 1     | Michael Johnson  | USA            | 43,39 CR |
| 2     | Harry Reynolds   | USA            | 44,22    |
| 3     | Gregory Haughton | Jamaika        | 44,56    |
| 4     | Samson Kitur     | Kenia          | 44,71    |
| 5     | Mark Richardson  | Großbritannien | 44,81    |
| 6     | Darnell Hall     | USA            | 44,83    |
| 7     | Roger Black      | Großbritannien | 45,28    |
| 8     | Sunday Bada      | Nigeria        | 45,50    |

## Video
- Mens 400m Final - 1995 IAAF World Athletics Championships auf youtube.com, abgerufen am 24. Mai 2020